# Jurgis Matulaitis
Jurgis Matulaitis, anche conosciuto come Jerzy Matulevicius o Matulewicz (Lūginė, 13 aprile 1871 – Kaunas, 27 gennaio 1927), è stato un arcivescovo cattolico lituano, superiore generale della Congregazione dei Chierici Mariani e proclamato beato nel 1987 da papa Giovanni Paolo II.

## Biografia
Nato il 13 aprile 1871 nel piccolo villaggio di Lūginė in una numerosa famiglia, ultimo di otto figli. Rimase orfano di entrambi i genitori in tenera età. Nel 1889 si trasferì in Polonia, per questo ebbe il cognome mutato in Matulewicz.
Ordinato sacerdote il 20 novembre 1898 nella Congregazione dei chierici mariani, si laureò in teologia nel 1903 all'Università di Friburgo.
Divenne superiore generale della Congregazione nel 1911 e, oltre che fondare nuove case, si occupò di recuperare le vecchie proprietà confiscate dallo Stato.
Nominato vescovo di Vilnius il 23 ottobre 1918, fu consacrato vescovo il 1º dicembre dello stesso anno: fondò le Suore dell'Immacolata Concezione della Beata Vergine Maria e le Suore Ancelle di Gesù nell'Eucaristia per l'assistenza ai poveri della diocesi. Si dimise dall'incarico nel 1925 per dedicarsi pienamente alla rifondazione della Congregazione, trasferendo la casa generalizia a Roma e divenendo arcivescovo titolare di Aduli.
Lavorò per la costituzione di cinque nuove diocesi in una nuova provincia ecclesiastica lituana, con sede metropolitana a Kaunas: il progetto fu approvato dalla Santa Sede il 4 aprile 1929 con la costituzione apostolica Lituanorum gente.
Nel 1926 visitò gli emigrati lituani in 92 parrocchie degli Stati Uniti. Morì di appendicite il 27 gennaio 1927 e fu sepolto nella cripta della cattedrale di Kaunas. Nel 1934 le sue spoglie furono trasferite nella chiesa di Marijampolė.

## Beatificazione
Giovanni Paolo II lo proclamò beato il 28 giugno 1987.

## Genealogia episcopale e successione apostolica
La genealogia episcopale è:
- Cardinale Scipione Rebiba
- Cardinale Giulio Antonio Santori
- Cardinale Girolamo Bernerio, O.P.
- Vescovo Claudio Rangoni
- Arcivescovo Wawrzyniec Gembicki
- Arcivescovo Jan Wężyk
- Vescovo Piotr Gembicki
- Vescovo Jan Gembicki
- Vescovo Bonawentura Madaliński
- Vescovo Jan Małachowski
- Arcivescovo Stanisław Szembek
- Vescovo Felicjan Konstanty Szaniawski
- Vescovo Andrzej Stanisław Załuski
- Arcivescovo Adam Ignacy Komorowski
- Arcivescovo Władysław Aleksander Łubieński
- Vescovo Andrzej Mikołaj Stanisław Kostka Młodziejowski
- Arcivescovo Kasper Kazimierz Cieciszowski
- Vescovo Franciszek Borgiasz Mackiewicz
- Vescovo Michał Piwnicki
- Arcivescovo Ignacy Ludwik Pawłowski
- Arcivescovo Kazimierz Roch Dmochowski
- Arcivescovo Wacław Żyliński
- Vescovo Aleksander Kazimierz Bereśniewicz
- Arcivescovo Szymon Marcin Kozłowski
- Vescovo Mečislovas Leonardas Paliulionis
- Vescovo Kasper Felicjan Cyrtowt
- Arcivescovo Wincenty Kluczynski
- Arcivescovo Pranciškus Karevičius, M.I.C.
- Arcivescovo Jurgis Matulaitis-Matulevičius, M.I.C.

La successione apostolica è:
- Vescovo Edward Aleksander Władysław O'Rourke (1918)
- Vescovo Kazimieras Mikalojus Michalkiewicz (1923)
- Vescovo Juozapas Kukta (1926)
- Arcivescovo Mečislovas Reinys (1926)